# Dietrich Jäger
Dietrich Jäger (* 22. März 1928 in Kiel; † 27. August 2010) war ein deutscher Anglist.

## Leben
Er studierte in Kiel, Kopenhagen und Dublin Anglistik, Germanistik, Komparatistik und Mediävistik. Er war Lektor und Dozent in Dublin. Nach der Promotion zum Dr. phil. an der Universität Kiel 1960 (Der Gebrauch formelhafter zweigliedriger Ausdrücke in der vor-, früh- und hochhöfischen Epik) und Habilitation ebenda 1966 (Erzählformen des Beowulf. Vergleichende Untersuchungen über die Gattungsmerkmale des altenglischen heroischen Epos und des germanischen Heldenliedes) war er dort von 1971 bis 1993 Professor für englische Literatur.

## Schriften (Auswahl)
- mit Peter Freese und Horst Kruse: Die amerikanische short story. Ein Überblick. Neumünster 1971.

- mit Horst H. Kruse und Peter Nicolaisen (Hrsg.): Perspektiven der Interpretation. Aufsätze zur englischen und amerikanischen Literatur und Landeskunde. In memoriam Paul G. Buchloh (1922–1986). Würzburg 1987, ISBN 3-88479-327-6.
- Erzählte Räume. Studien zur Phänomenologie der epischen Geschehensumwelt. Würzburg 1998, ISBN 3-8260-1456-1.
- Wiederholte Spiegelungen. Vergleichende Untersuchungen der Wirklichkeitswiedergabe in deutscher, englischer und amerikanischer Lyrik. Würzburg 2005, ISBN 3-8260-3090-7.
- Kämpfe als Spiele. Dramaturgie als Ausdruck des Machtwillens und der Daseinsleere, der Lebensfülle und des Formniveaus. Würzburg 2008, ISBN 978-3-8260-3936-2.